# Pudagla

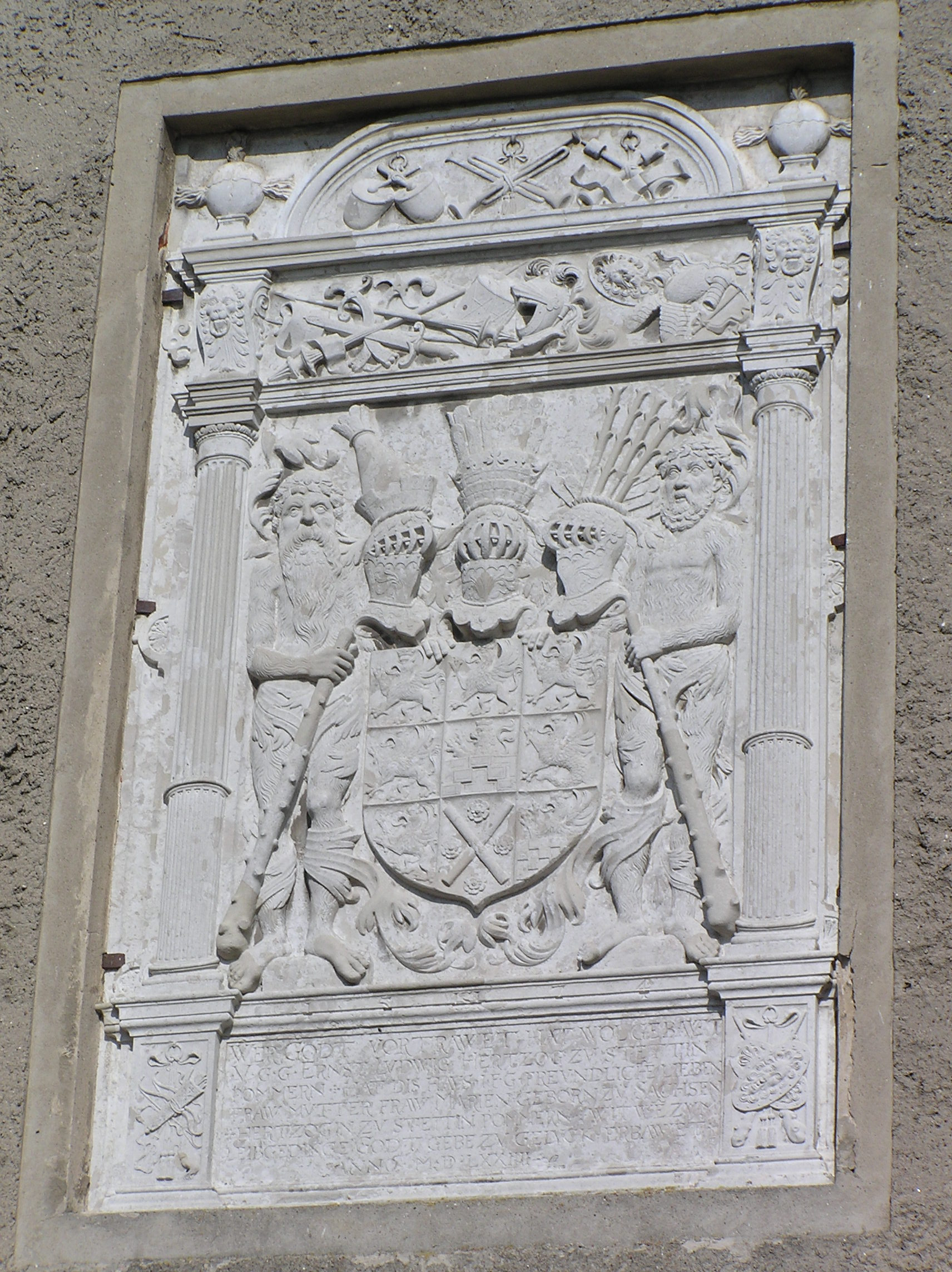
Herb książąt szczecińskich

Pudagla – gmina w Niemczech w kraju związkowym Meklemburgia-Pomorze Przednie, w powiecie Vorpommern-Greifswald, wchodzi w skład Związku Gmin Usedom-Süd.

## Toponimia
Nazwa Pudagla pochodzi bezpośrednio od słowiańskiego pad glowe „pod górą”. W języku polskim rekonstruowana w formie Podgłowa.

## Zabytki
Zamek książąt pomorskich (szczecińskich) z XVI w. z herbem nad głównym wejściem. Również dawny klasztor benedyktynów – prawdopodobne miejsce pochówku Warcisława VIII (przebywały w nim wdowy po władcach pomorskich).

## Komunikacja
Przez teren gminy przebiega droga krajowa B111.